# Ippi (mobiltelefon)
Ippi är en mobiltelefon utvecklad [när?]av det svenska företaget In View. Utmärkande för denna modell är att mobiltelefonen använder en vanlig TV som display samt högtalare och har istället för knappsats en enkel fjärrkontroll. Ippi är optimerad för meddelandehantering och med en ippi är det möjligt att ta emot och skicka SMS, MMS och e-post direkt på sin TV. Ippi lämpar sig framförallt för de som tycker att meddelandehantering på dator eller mobil är för krånglig.